# Italodisco (пісня)
«Italodisco» — пісня італійського гурту The Kolors, вийшла 5 травня 2023 року на лейблі Warner. Трек очолив італійський чарт у липні 2023 року, а також потрапив до топ-10 у Польщі, Литві, Швейцарії та Австрії. 15 вересня 2023 року вийшла англійська версія в перекладі Gary Go для Warner Music Group.

## Створення
Пісня розповідає про танці пари на дискотеці, а також про ностальгію за минулими часами. Її написав соліст гурту Антоніо «Stash» Фіордіспіно разом із Давіде Петрелло. Це перший реліз синглу групи під Warner Music Italy після розриву з Island Records.
У тексті пісні згадується Джорджіо Мородер, відомий італійський композитор та диск-жокей, який започаткував напрям диско-музики. Фіордіспіно розповів в інтерв'ю, що пісня народилася за кілька годин.

## Визнання
Італійські музичні критики назвали пісню хітом літа 2023 року.
Пісня отримала нагороду TIM Summer Hits на TIM Music Awards 2023 та EarOne Award як пісня, що найчастіше звучала на італійських радіостанціях.

## Кавери
- Грузинські музиканти з Nikos Bend та ведучі заспівали жартівливий кавер Disco Farisco (або ж Kartuli Disco), яка стала вірусною в мережі наприкінці 2023 року[9].